# (38583) 1999 XX42
1999 أكس أكس 42 (ويعرف أيضًا باسم (38583) 1999 أكس أكس 42 وفق تسمية الكوكب الصغير) (بالإنجليزية: 1999 XX42)‏ هو كويكب ضمن حزام الكويكبات؛ وترتيبه 38583 من حيث الاكتشاف.
اكتُشف هذا الجُرم الفلكي بواسطة بحث لنكولن عن الكويكبات القريبة من الأرض في 7 ديسمبر 1999.

## وصلات خارجية
- (38583) 1999 XX42 في قاعدة بيانات مختبر الدفع النفاث لأجرام النظام الشمسي الصغيرة

- الاكتشاف · مخطط المدار ·  العناصر المدارية · المعلمات المادية

- (38583) 1999 XX42 على موقع ويكي سكاي: DSS2, SDSS, GALEX, IRAS, Hydrogen α, X-Ray, Astrophoto, Sky Map, Articles and images